# Sandra Cisneros
Sandra Cisneros (* 20. prosince 1954 Chicago) je americká spisovatelka a básnířka známá zejména díky svému románu The House on Mango Street (doslovně Dům na Mango Street, česky nebylo vydáno). Je také autorkou románu Caramelo (Karamel) vydaném u nakladatelství Knopf v roce 2002. Její tvorba je značně ovlivněna mexicko-americkým dědictvím. Dále napsala knihu povídek Woman Hollering Creek a sbírky básní My Wicked Wicked Ways a Loose Woman. V roce 1994 napsala dětskou knihu Hairs/Pelitos, kterou Kiliána Valanzuela přeložila do španělštiny. Její romány, The House on Mango Street a Caramelo, byly také přeloženy do španělštiny a oba vyhrály literární ocenění.

## Životopis
Cisneros je třetí ze sedmi dětí a jedinou dívkou mezi chlapci. V dětství se s rodinou několikrát stěhovala do polorozpadlých bytů v chudých čtvrtích na chicagském South Side. Její rodina si splnila sen a koupila si dům, ještě když byla Cisneros náctiletá. Jí se ale nelíbil a připadal jí starý. To se pravděpodobně stalo do značné míry inspirací pro román The House on Mango Street. Se svou rodinou často cestovala mezi Mexikem a Amerikou, z čehož čerpala při psaní románu Caramelo. Její tvorba je ovlivněna mnohými aspekty jejího života, například dětstvím, rodinou nebo mexicko-americkým dědictvím.
V roce 1976 Cisneros získala na Univerzitě Loyola v Chicagu titul bakalář filozofie (BA) v oboru angličtina. Na Univerzitě Iowa se zapsala do postgraduálního programu kreativního psaní a v roce 1978 získala titul magistra. V roce 1982 obdržela grant National Endowment for the Arts (Národní dotace pro umění). To ji umožnilo, aby strávila jeden rok v Michael Karloyi institutu ve francouzském Vence . Cisneros v současné době pracuje jako literární ředitelka v Guadelupe Cultural Arts Center (Guadelupské Centrum umění) v San Antoniu v Texasu.

## Filozofie
V rozhovoru z roku 1992 Cisneros prohlásila: „Příběh je jako socha Giacomettiho: Čím víc se od ní oddálíte, tím jasněji ji vidíte.“ Cisneros tvrdí, že si vybírá nejošklivější témata, která najde, a o nich pak píše. Dělá to proto, aby čtenáři představila realitu.
Sandra Cisneros momentálně žije v San Antoniu ve slavném „fialovém domě“ v ulici Guenther, kde především píše. Ve spolupráci s Guadalupe Cultural Arts Center a Esperanza Center for Peace and Justice (Esperanza centrum pro mír a spravedlnost) věnuje příležitostně svůj čas také seminářům pro latinské spisovatele. V roce 1995 dostala za svou literární tvorbu MacArthur „Genius“ grant. Její práce se čtou ve školách po celých Spojených státech, a to jak na středních školách, tak i na univerzitách.